# Drugstore (groupe)
Pour les articles homonymes, voir Drugstore (homonymie).
Drugstore est un groupe de rock alternatif britannique, originaire de Londres, en Angleterre. Il est mené par l'auteur-compositeur, chanteuse et bassiste brésilienne Isabel Monteiro (née à São Paulo, Brésil, elle s'installe en Angleterre dans les années 1990), accompagnée à l'origine de Dave Hunter à la guitare (remplacé ensuite par Daron Robinson) et de Mike Chylinski à la batterie. Le nom du groupe vient de Drugstore Cowboy, un film de Gus Van Sant (1989).

## Biographie

### Débuts (1993–1995)
Le groupe est formé en 1993 par Isabel Monteiro, Dave Hunter et Mike Chylinski,. Peu avant la sortie de leur premier single Alive en 1994, D. Hunter est remplacé par Daron Robinson. Peu après, le groupe signe un gros contrat d'enregistrement avec le label musical Go! Discs. Plusieurs de leurs singles se classent en haut des charts, et leur valent le statut de single de la semaine ; l'ascension de Drugstore ne faisait que commencer.
Le groupe est propulsé au devant de la scène l'année suivante lors du Phoenix Festival, où Miss Monteiro avait revêtu la tenue de l'équipe brésilienne de football. La même année, ils se produisirent également aux festivals de Reading et Festival de Glastonbury. S'ensuivirent des tournées avec Radiohead, Tindersticks, Jeff Buckley et The Jesus and Mary Chain.

### Suites et pause (1997–2002)
Après le rachat de Go! Discs par PolyGram, le groupe sort son deuxième album, White Magic for Lovers, chez Roadrunner Records. Le troisième album studio du groupe, Songs for the Jet Set, sort chez GlobalWarming Records en 2001, suivi d'une compilation, en 2002, rassemblant des faces B et des morceaux coupés, Drugstore Collector Number One.
Drugstore joue lors d'une manifestation à Londres pour l'extradition du général chilien Augusto Pinochet. Leur chanson El President, un duo avec Thom Yorke de Radiohead, est dédiée à l'ancien président chilien Salvador Allende, qui fut évincé lors d'un coup d'État en 1973 durant lequel Pinochet joua un rôle clé,. En 2002, le groupe décida de faire une pause, qui allait durer 7 ans.

### Retour (depuis 2009)
Drugstore fait son retour en septembre 2009 lors d'un concert à Dingwall, à Londres. Au début de 2010, Isabel Monteiro annonce la nouvelle composition du groupe, laquelle est dévoilée lors d'un concert, affichant complet, à l'Institute of Contemporary Arts (ICA) à Londres, le 5 mai 2010. Durant l'été 2010, le groupe se produit au festival Glastonbury pour une institution caritative Attitude is Everything et au festival Secret Garden Party à Huntingdon. En octobre 2010, Drugstore signe un contrat d'enregistrement avec RocketGirl, un label indépendant basé à Londres, ayant produit entre autres Cocteau Twins, Robin Guthrie, Television Personalities, A Place to Bury Strangers.
En janvier 2011, le groupe passe trois semaines dans un studio isolé à Platts Eyot où ils ont enregistré le contenu de leur nouvel album, Anatomy. Leur nouvel album, Anatomy, est en vente depuis le 10 septembre 2011. En 2012, le groupe joue pour la première fois au Trades Club de Hebden Bridge, et au Norwich Arts Centre de Norwich. Le groupe revient jouer en 2013 à guichet fermé le 18 janvier à la St Pancras Old Church. Pour leur vingt ans d'existence, ils publient le best-of The Best of Drugstore via Cherry Red Records.
Au début de 2015, Isabel Monteiro revient dans sa ville natale de São Paulo, au Brésil, et joue, avec l'aide d'autres musiciens, des concerts locaux à Casa do Mancha.

## Bandes-son
La musique de Drugstore figure sur les bandes son de quatre films. La chanson Superglider, de l'album éponyme Drugstore, est incluse dans les films All Over Me et House of America, tous deux réalisés en 1997. Fader, issu également de Drugstore, apparaît dans les crédits du film Cherry Falls réalisé en 2000. Old Shoes, composé et joué à l'origine par Tom Waits, sur l'album Step Right Up: The Songs of Tom Waits, est utilisé en 2004 dans le film East of Sunset. La musique du groupe apparut également dans la série de la BBC This Life, dont le producteur musical est Ricky Gervais.

## Discographie

### Albums studio
- 1995 : Drugstore (GoDiscs)
- 1998 : White Magic for Lovers (Polygram/RordRunner)
- 2001 : Songs for the Jetsey (Global Warming)
- 2002 : Collector Number 1 (Global Warming)
- 2011 : Anatomy (Rocket Girl)

### EP
- 1993 : Alive (Honey Records)
- 1993 : Modern Pleasure (Rough Trade Singles Club)
- 1994 : Starcrossed (Go!Discs)
- 1995 : Nectarine (Go!Discs)
- 1995 : Solitary Party Groover (Go! Discs)
- 1995 : Fader (Go!Discs)
- 1995 : Injection (Go!Discs)
- 1996 : Mondo Cane (Go!Discs]
- 1998 : El President (Roadrunner)
- 1998 : Sober (Roadrunner)
- 1998 : Say Hello (Roadrunner)
- 2000 : I Wanna Love You Like a Man (Global Warming)
- 2001 : Baby Don't Hurt Yourself (Global Warming)
- 2001 : Song for the Lonely (Global Warming)
- 2011 : Sweet Chili Girl (Rocket Girl)
- 2011 : Standing Still (Rocket Girl)